# Гандамакська угода

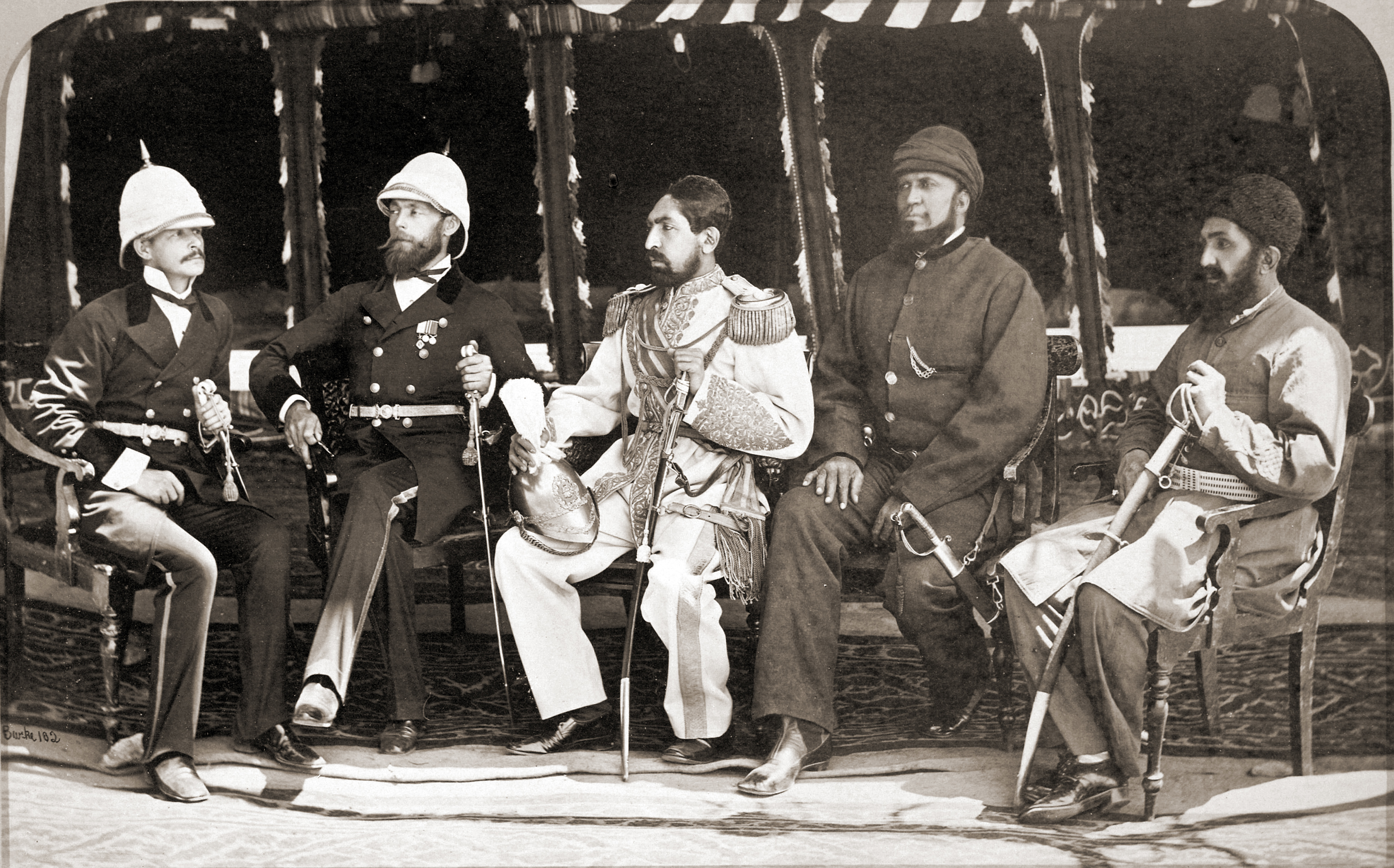
Гандамак, травень 1879. Зліва направо: британський офіцер Дженкінс, британський дипломат Каван'ярі, афганський емір Якуб-хан, афганський головнокомандувач Дауд-шах, афганський прем'єр-міністр Хабібулла-хан

Гандамакська угода — підписана у травні 1879 у селищі Гандамак (поблизу Джелалабада) угода між Великою Британією та Афганістаном, якою завершилась перша фаза другої англо-афганської війни

## Історія
На початку другої англо-афганської війни британська армія зайняла значну частину афганської території й окупувала Кабул. Після провалу спроб організувати спротив англійцям емір Афганістану Шир-Алі втік на північ країни, де й помер 21 лютого 1879. Новим еміром став його син Мухаммед Якуб-хан, який після перемовин з британським дипломатом Каван'ярі, погодився прибути до зимового табору британської армії у селі Гандамак під Джелалабадом для підписання мирної угоди.
Якуб-хан і Каван'ярі підписали угоду в Гандамаку 26 травня 1879. Віце-король Індії лорд Едвард Роберт Літтон ратифікував угоду 30 травня 1879.

## Умови
За умовами угоди Афганістан перетворювався на залежне від Великої Британії володіння. Діяльність еміра ставилась під контроль постійного британського представника в Кабулі; до Кабула мала бути проведена телеграфна лінія з Індії. Афганістан втратив низку територій, включаючи Хайберський прохід. Британські піддані здобували право вільного пересування країною та вільної торгівлі в Афганістані. Афганський емір зобов'язався сприяти англо-індійським купцям й не чинити перешкод їхній транзитній торгівлі з Середньою Азією. Усім, хто співробітничав з британцями під час війни, мала бути оголошена амністія. Самому еміру призначалась від британської влади щорічна субсидія у 600 тисяч рупій.

## Наслідки
Умови угоди спричинили в Афганістані вибух обурення, країна повстала, повстанці узяли Кабул і вирізали британську місію на чолі з Каван'ярі. Якуб-хан віддав перевагу зреченню престолу та виїзду до Британської Індії. Відновилась англо-афганська війна.
Однак у підсумку Афганістан програв війну. В результаті остаточної мирної угоди, підписаної Абдур Рахманом, в цілому було прийнято умови Гандамакської угоди; пішовши на по́ступки, британська сторона погодилась на те, що резидент в Кабулі і його штат будуть призначатись із числа індійських мусульман.
Гандамакська втратила чинність після третьої англо-афганської війни, коли у підписаній в Равалпінді мирній угоді Велика Британія була змушена визнати Афганістан незалежною державою.